# Prospodium tirumalense
Prospodium tirumalense är en svampart som beskrevs av Bagyan., Ravinder & P. Ramesh 1998. Prospodium tirumalense ingår i släktet Prospodium och familjen Uropyxidaceae.   Inga underarter finns listade i Catalogue of Life.